# 안공근
안공근(安恭根, 1889년 7월 11일 ~ 1939년 5월 30일)은 일제강점기의 독립 운동가, 교육자이며 대한민국 임시정부의 외교관이자 한인애국단의 조직에 참여하였다. 본관은 순흥이며 독립운동가 안중근의 막내동생이다.
황해도 신천 출생이며 호(號)는 신암(信庵)이다. 그는 1909년 형 안중근의 이토 히로부미 암살 사건에 연좌되어 조선총독부의 탄압을 받다가 러시아로 망명, 러시아 교민들을 지도하였으며 1921년 대한민국 임시정부로부터 주러시아 대사로 임명된 뒤 대한민국 임시정부에 가담하여 활동하였다. 1922년에는 한때 이동휘, 김규식 등을 따라 모스크바에 동행, 레닌으로부터 지원금 교부를 위해 노력했다.
그 뒤 한국독립당, 한인애국단의 재정 담당으로 활동하였으며 김구의 최측근이었으나, 자금 문제와 형 안중근의 가족 이주 문제로 김구와 갈등하던 중 암살되었다. 안태훈의 아들로 안중근·안정근의 동생이다. 본관은 순흥(順興)이고 천주교 영세명은 요한, 호는 신암(信庵)이다. 1937년부터는 대한민국 임시의정원의 의원이었으며, 중일전쟁 직후 김구의 어머니 곽낙원을 먼저 피신시켰음에도, 형 안중근 부인 김아려와 그 가족을 데려오지 못한 일로 김구에게 심한 질책을 받은 이후 결국 결별하였다. 1939년 5월 30일 살해되었으나 암살의 배후는 미궁이다. 황해남도 출신이며 가명으로는 서이로(西利潞)·신암(信庵)·안삼재(安三才)·조한용(趙漢用)·장진구(張震球) 등을 사용하였다.

## 활동

### 생애 초반

#### 출생과 가계
1889년 황해도 신천군에서 진사 안태훈과 조마리아의 사이에서 아들로 태어났다. 안중근(1879~1910), 안정근(1885~1949)이 그의 형이었다. 군수를 지낸 안인수는 셋째 아들 안태훈이 갑신정변의 주역 박영효와 연관된 인연 때문에 가문이 피해를 받을지도 모른다는 점을 깊이 우려하였고, 가산을 정리하고 7~80인의 가솔을 데리고 신천 청계동으로 이주하였다. 이러한 사연으로 안중근과 안정근은 해주읍 동문 밖에서 태어난 반면 안공근은 신천 청계동에서 출생하게 되었다. 안공근은 부친 안태훈의 영향으로 천주교 신자가 되었다.
형들과 함께 성장하였고 1892년부터 1900년까지 형 안정근을 따라 한문사숙에서 수학했을 것으로 추측된다. 이후 진남포에서는 큰형 안중근이 가산을 처분하여 세운 2개의 학교 가운데 하나인 천주교 계통의 야학교인 삼흥학교(三興學敎)에 입학하여 영어를 공부하였다.

#### 수학과 망명
1899년 일어학교에 들어가 일본어를 배웠다. 안공근의 일어 실력은 만주 여순에서 안중근의 동생 자격으로서 참고인 시문을 받을 때에 통역 없이 일어로 대화를 나눴을만큼 뛰어났다. 1907년 3월 서울로 올라왔다. 안공근은 서울에서 초등학교 교원을 양성하는 경성사범학교에 입학하여 속성과로 6개월 과정을 마쳤다. 그 뒤 1908년 8월 판임관 4등에 임용되어 진남포 공립보통학교 부훈도로 발령받았다. 진남포 공립보통학교에서 교사로 학생들을 가르쳤다. 1909년 안중근 의거 직후 러시아로 망명한다. 당시 진남포보통학교에서 맡던 그의 직책은 정교사가 아닌 부교사로, 당시 부훈도라고 불렀다.
1909년(융희 3년) 10월 26일 안중근이 하얼빈 역에서 이토 히로부미를 사살한 의거 직후, 공범혐의로 1개월 남짓 심문을 받았고, 뤼순 감옥에서 안중근이 유언을 남기는 최후까지 함께 했다. 수시로 형 안중근을 면회다녀왔으며, 조선총독부 등의 탄압과 주변의 불편한 시선이 계속되자 그는 망명을 결심, 자금과 인력을 모아 치밀하게 준비한다.

### 독립운동과 임시정부 활동

#### 임시 정부 참여

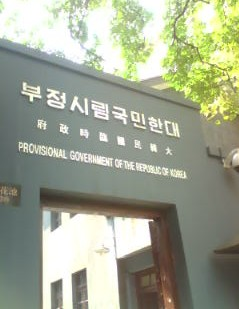
충칭 임시정부 청사.

김구

1910년(융희 4년) 러시아로 망명한 그는 형 안중근의 뜻에 따라 러시아어를 배웠고, 해외 한인들에게 민족의식을 고취시키기 위해 안중근 기념사진 엽서를 발행하였으며 첩자 김정국(金鼎國)을 처단하였다.
1920년 12월 상하이 한인거류민단의사회 의원이 되고, 1921년에는 대한민국 임시정부 황해도 지역구 의원이 되었다.
1921년 7월 대한민국 임시정부로부터 주러시아 대사에 임명되어 독립자금 확보를 위해 외교를 벌였다. 이후 대한민국 임시정부에 가담하였으며, 상해 교민단, 독립운동 촉성회, 한국독립당 등 다양한 단체에서 활동하였다. 이때 형 안정근은 안중근과 사적인 인연이 있던 도산 안창호와 친하게 지내며 형님, 동생이라며 호형호제 하였지만 그는 안창호를 멀리하고 김구를 가까이 하였다. 이후 그대로 김구의 측근이 되어 조소앙, 엄항섭 등과 함께 의거 자금과 무기를 마련하였다.

#### 러시아 활동과 귀환
1922년 5월 러시아 정부에 구두보고를 보내 3.1운동 후 대한민국임시정부의 활동상을 소개하고, 소비에트정부의 이동휘에 대한 지나친 믿음은 잘못된 점이라는 것을 강조하고, 임시정부의 지도자들 중에서 이승만의 활동을 긍정적으로 설명하였다. 1922년에는 한때 이동휘, 김규식 등을 따라 모스크바에 동행, 레닌으로부터 군자금 잔액 140만 루불을 지원받기 위해 노력했으나 성과없이 되돌아왔다.
1924년 2월 가족과 함께 중국 베이징으로 이주했고 1925년 가족들을 이끌고 위해 위로 요양하러 떠났다. 1926년 안원생(형 안정근의 장남)과 팔인단(八人團)을 조직하였다. 1926년 상하이 한인교민단장에서 물러난 여운형을 대신하여 상하이 한인 교민단장에 선출되었다.
1926년 5월 상하이에서 이유필, 최창식, 오영선 등과 함께 독립운동촉진회를 조직하는데 참여하고, "한국 민족의 해방을 촉성하고, 철저한 독립운동가의 조직적 대단결의 실현을 위해 노력할 것"이라는 선언서를 발표하였다.
그해 5월 임시의정원에서 국무령직을 사퇴한 양기탁의 후임으로 안창호를 국무령에 선임하자, 기호파의 중심인 안공근, 김규식, 김구, 김보윤(金甫潤) 등은 서북파인 안창호가 국무령이 되는 것을 반대하였다. 안창호의 측근들은 그에게 지지를 호소하였지만 그는 안창호 지지를 거부하였다. 결국 안창호는 국무령에 선출된지 13일만에 사퇴하여 사태를 수습하였다.
1926년 10월 베이징에서 대독립당조직촉성회가 구성되고 1927년 4월 상하이에서는 전민족독립당이 창당되었다. 그런데 공산주의자인 홍남표, 정백 등이 전민족독립당을 공산, 사회주의자들이 장악하려 하자, 그는 참여를 거부하고 탈퇴하였다. 그러나 그가 참석을 거부했는데도 전민족독립당에서는 계속 집행위원의 명단에 그의 이름을 두고 있었다.

#### 한인애국단 활동

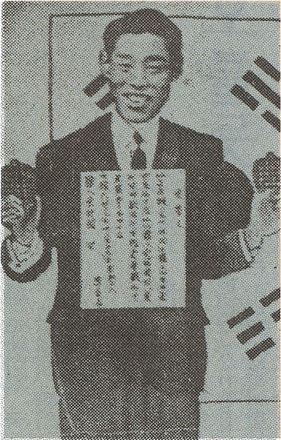
한국독립당특무대(한인애국단의 전신) 대원 이봉창의 사진(1931년경)

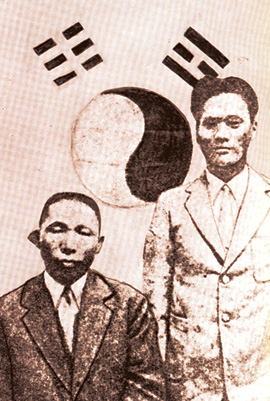
김구와 윤봉길

1931년 김구와 함께 한인애국단을 조직하여 이끌었으며 단원의 모집과 관리, 통신연락, 특무활동 등에 관한 일을 총괄하였고, 일제 요인과 친일파 암살을 주관하였다. 동시에 안공근은 서무와 재정, 자금 조달과 중화민국 장제스, 쑹메이링, 오철성 등 국민당 관계자들과의 교류 및 후원금을 운반하는 활동을 하였다.
한인애국단의 본부는 안공근의 집에 설치되었고, 따라서 한인애국단의 중요한 일들은 안공근의 집에서 이루어졌다. 윤봉길이 출정에 앞서 태극기를 들고 찍은 사진은 그의 차남 안낙생이 자기 집에서 촬영한 것이라 한다.
1932년 이봉창 의거와 윤봉길 의거 등을 도왔고, 중국 중앙육군군관학교의 낙양분교 내에 설치된 한인특별반 및 후신인 한국특무대독립군의 운영을 맡아서 독립군을 양성하였다. 한국국민당 이사, 임시의정원 의원, 임시정부 군사위원회 위원 등을 지냈고, 이때 공식, 비공식 활동에 분주히 돌아다니던 안공근은 일제의 검거를 피하기 위해 서이로(西利潞)·신암(信庵)·안삼재(安三才)·조한용(趙漢用)·장진구(張震球) 등 여러 개의 가명을 사용하기도 하였다. 이 시기 상하이 일본 영사관과 조선총독부에서 파견한 밀정들의 정보보고서에 의하면 "안공근은 김구의 참모로서 그의 신임이 가장 두텁고 김구가 범한 불법행동은 대부분 안공근의 보좌에 의해서 된다"하여 그가 김구의 의거 행위를 여러가지로 도왔음을 기록해놓았다.
그러나 중국 국민당에게서 받은 지원금을 사적인 목적으로 쓰다가 다른 독립운동가들의 눈밖에 나게 된다. 1930년대 윤봉길 의거 이전 어느 시기에 위혜림과 함께 한 중국 광동인의 술수에 말려들어 수천 달러를 사기당한 적이 있었다. 또한 독립운동 자금을 도박 자금으로도 탕진하는 등의 행위가 계속되자 이는 김구의 귀에도 들어가게 된다.
1933년에는 박찬익, 엄항섭 등과 함께 계획을 세워 친일 조선인인 상해한국인친우회위원단 유인발을 제거하였고, 친일파 변절 의혹이 있는 옥관빈을 암살하였다.
1934년 6월경부터 외교술로 대외교섭과 재정조달의 임무를 맡아온 박찬익을 대신하여 중국측과의 교섭임무를 맡게 되었다.

### 김구와의 갈등과 만년

#### 독자적 활동
1936년 대한민국 임시정부의 국무위원에 선출되었다가 그해 대한민국 임시의정원 의원이 되었다. 그러나 1937년 2월 안공근은 장남 안우생과 함께 한국청년전위단을 결성하여 독자적으로 활동하였다.
1937년 8월 한인애국단 대표로서 미국내 한인독립운동단체와 연명으로 한국당호운단체(韓國黨護運團體)의 중일전국(中日戰局)에 대한 선언을 발표하고, 같은달 8월 17일 한국국민당·한국독립당·조선혁명당 등과 함께 하와이와 미국내 한인독립운동 9개 단체를 토대로 한국광복운동단체연합회를 조직하였다. 그는 한국광복운동단체연합회에서 1938년까지 활동하였다. 1937년 대한민국 임시의정원 의원이 되었다. 이는 그가 의문의 최후를 맞이할 때까지 그의 신분이기도 했다.

#### 김구와 결별

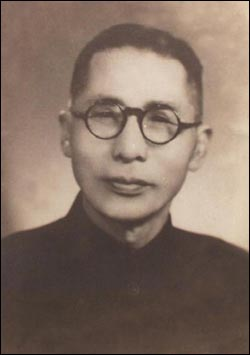
1930년대 초의 김구

안공근과 김구가 갈라선 이유에 대해 중일전쟁 이후 안공근이 자신의 큰형 안중근의 가족을 상해에서 탈출시키지 못했기 때문이라는 설이 널리 퍼져 있다. 백범일지에 의하면 중일전쟁 후 일제의 감시가 치열해지면서 김구는 안공근에게 프랑스 조계에 있던 안중근 의사의 가족들과 자신의 가족들을 피난시키라고 지시했는데 안공근은 자신의 형의 가족들은 물론이고 자신의 가족들 조차 미처 피신시키지 못하고 김구의 어머니 곽낙원만 우선 데리고 나왔다. 당시 곽낙원은 안공근의 집에 머무르고 있었는데, 안공근은 자신의 가족들보다 곽낙원의 안위를 중시한 셈이었다. 안공근은 자기 가솔보다 민족의 지도자의 모친을 먼저 모시고 전쟁터를 빠져나온 것이다. 이를 두고 오영섭은 이로 보아 안공근의 김구에 대한 절대적 충성심을 익히 짐작할 수 있다. 고 평가했다. 그러나 김구는 안중근의 가족을 데려오지 못했다며 안공근을 질타하고 꾸중하였다.
이후 김구는 다시 안공근에게 상해로 들어가 그의 가솔과 안중근 의사의 부인을 모셔오도록 거듭 당부했으나, 안공근은 자기 가솔만을 데리고 나왔다. 당시 상하이는 일본군에 의해 함락되었으므로 전황이 좋지 않았으나 김구는 안공근이 형수를 모셔오지 못했다고 크게 질책했다.
"나는 안공근을 상해로 파견하자 자기 가솔과 안중근 의사의 부인인 큰형수를 기어이 모셔오라고 거듭 부탁하였다. 그런데 안공근은 자기의 가속들만 거느리고 왔을 뿐 큰 형수를 데려오지 않았다. 나는 크게 꾸짖었다. 양반의 집에 화재가 나면 사당에 가서 신주(神主)부터 안고 나오거늘, 혁명가가 피난하면서 국가를 위하여 살신성인한 의사의 부인을 왜구의 점령구에 버리고 오는 것은, 안군 가문의 도덕에는 물론이고 혁명가의 도덕으로도 용인할 수 없는 일이다. 또한 군의 가족도 단체생활 범위내에 들어오는 것이 생사고락을 같이하는 본의에 합당하지 않겠는가? 그러나 공근은 자기 식구만 중경으로 이주케 하고 단체 편입을 원치 않으므로 본인의 뜻에 맡겼다."
오영섭에 의하면 '안공근이 김구로부터 호된 꾸지람을 듣고 김구로부터 신망을 잃었으며 그로 인해 김구의 단체에 편입되기를 원치 않았다고 하는 위의 기록을 입증할 만한 다른 자료는 남아있지 않다. 큰형의 가족을 데려오지 못하면 온갖 비난이 안공근 자신에게 쏟아질 것임을 누구보다 안공근이 잘 알고 있었을 것이다. 그럼에도 그가 큰 형의 가족을 함께 피신시키지 못한 것은 이미 일제의 수중에 떨어진 상하이의 현지상황이 여의치 못했기 때문으로 보인다.'라는 결론을 내렸다.
안중근의 아들 안준생은 이토 히로부미의 사당에 참배하고 조선총독 미나미 지로에게 '아버지의 죄를 속죄'하며 오히려 총독의 양자를 자처했고, 사위 황일청은 전향하여 일본에 항복할 것을 독려하다가 광복 직후 피살되기도 했다. 다만 명분과 도덕과 의리를 중시하는 김구는 그러한 상황을 고려치 않고 원칙론에 입각해서 안공근의 부도덕성만을 일방적으로 꾸짖는 말을 '백범일지'에 남겼다. 함락된 상하이에서 형수와 형의 유족을 구해오지 못한 일로 심한 꾸중을 들은 안공근은 김구와 결별하게 된다.

### 실종과 암살
1939년 5월 충칭에서 실종되었다고 한다. 충칭에 있을 무렵 그는 상하이 동제대학 출신 의사 유진동(劉振東)의 집을 출입했는데, 유진동의 집에 출입하면서 지내다가 갑자기 행방불명되었다. 유진동은 김구의 최측근으로 한때 김구의 주치의이기도 했다. 5월 30일 사망한 것으로 기록되어 있다. 그러나 살해범은 찾지 못했으며, 안공근의 시신 역시 찾지 못했다. 향년 49세.
안공근의 딸 안정생은 쑹메이링에게 아버지를 살해한 자를 잡아줄 것을 청원, 쑹메이링의 청으로 다시 중국 국민당 정부의 경찰이 상하이를 수색하였으나, 용의자는 끝내 잡지 못하였다. 안공근의 암살 배경에는 일본의 스파이에 의한 암살설, 중국계 마적단에 의한 암살설, 안공근과 갈등하던 김구의 다른 측근에 의한 암살설이 있다. 또한 임시정부 산하에서 안공근과 경쟁관계에 있던 기호파 계열에 의한 암살설 도 있다.

## 사후
- 범죄자를 찾아서 처벌해줄 것을 요청한 피해자 안공근의 딸 안정생의 부탁 편지를 받은 쑹메이링의 청으로 중국 국민당 정부의 경찰은 상하이 주변을 수색하였으나 범인은 체포하지 못했고, 미궁으로 남게 됐다. 그의 시신은 찾지 못했고 아들인 안우생은 광복 후 1948년 4월 김구를 따라 남북협상에 참여했다가 김구 사후 홍콩으로 망명하였고 이후 80년대 북한에 생존해 있었던 것이 알려졌다
- 대한민국 정부로부터 1995년 건국훈장 독립장을 추서받았다.[9][7]

그의 사인으로는 그와 갈등관계에 있던 모 독립지사의 수하들에 의한 암살설, 국제간첩인 나검북(羅劍北)에 의한 암살설 등이 있다. 참고로 한겨레에 임정의 역사를 다룬 [길을 찾아서]를 연재 중인 김자동 씨에 의하면 안공근의 시신을 한인 의사 유진동의 집에서 처리했다고 한다.

## 김구와의 갈등
안공근이 중국 국민당 정권에게서 지원받은 공금을 사적으로 사용하거나 도박 등에 돈을 날렸고 이 일로 김구와 소원해지게 된다. 특히 중일전쟁 직후 그는 형인 안중근의 일가족을 한국에서 데려오라는 김구의 지시를 받았으나, 일본 경찰의 추격으로 데려오지 못하고 자신의 가족만 비밀리에 선박으로 상하이로 데려왔다. 그러자 김구는 형님 의사(義士)의 가족은 데려오지 못하고 자신의 가족만 데려왔느냐며 안공근을 질책하였다. 김구의 질책에 화가 난 안공근은 임시정부의 가족 이동에서 빠지기도 했다.
1930년대에는 중국 광동인의 술수에 말려들어 수천 달러를 사기당했다. 이는 한인애국단과 임시정부의 자금으로 모금했던 돈이라 김구 및 다른 독립운동가들의 눈밖에 나게 됐다.

## 평가
백범일지에 의하면, 1937년 10월 일본군이 상하이를 공격해 오자, 안공근은 자신의 가족들을 제쳐두고 김구의 어머니 곽낙원만을 모시고 난징으로 나왔다. 이를 두고 오영섭은 이로 보아 안공근의 김구에 대한 절대적 충성심을 익히 짐작할 수 있다. 고 평가했다.
그의 씀씀이가 헤픈 것과 사치에 대한 비판도 있다. '당시 중국 관내에서 활동한 일반 독립군들의 생활수준은 일신을 지탱하기에도 넉넉지 못한 경우가 많았기 때문에 중국 정부의 지원금을 관장하며 호사스러운 생활을 하고 있는 안공근은 비판의 대상이 되기에 충분하였다.'는 것이다.

## 학력
- 황해도 신천 계몽보통학교 수료
- 황해도 신천 삼흥보통학교 수료
- 황해도 해주 신진보통학교 졸업
- 평안남도 진남포고등보통학교 수료
- 경성사범학교 졸업

## 기타
1925년 프랑스 불조계 공무국이 작성한 보고서에 김구, 이시영, 노백린, 김규식, 김약산, 여운형, 이유필 등과 함께 중요한 한국인으로 분류되었다.
2008년 7월 7월의 독립운동가로 선정되었다.

## 가족 관계
- 조부: 안인수(安仁壽), 진해현감 역임
- 조모: 제주 고씨(濟州 高氏)
- 아버지 : 안태훈(安泰勳, 1862~1905), 가톨릭 진사
- 어머니 : 조마리아(1862~1927)
  - 형 : 안중근(安重根, 1879~1910)
  - 누나 : 안성녀 루시아(1881~1954)
  - 형 : 안정근(安定根, 1885~1949)
- 부인 : 광주 이씨(廣州 李氏)
  - 아들 : 안우생(安偶生, 다른 이름은 엘핀 안(Elpin Aan), 1907년 ~ 1991년), 묘는 북한의 애국열사릉에 있다.
    - 손녀 : 안기애(安基愛, 1938~)
    - 손자 : 안기철(安基哲, 1939~)
    - 손부 : 고부 이씨(古阜 李氏), 남로당 제주도 유격대장 김달삼의 딸
    - 손자 : 안기호(1946~)
    - 손자 : 안기영
    - 손부 : 김씨(金氏), 조선민주주의인민공화국 부주석 김병식의 딸

  - 아들 : 안낙생(安樂生, 1913년 6월 22일 - 1950년)
  - 딸 : 안연생(安蓮生, 1917년 ~ ?)
  - 딸 : 안금생(安錦生)
  - 사위 : 한지성(韓志成), 한국전쟁 때 서울시 인민위원회 부위원장
  - 딸 : 안지생(安志生)

## 관련 작품

### 영화
- 《도마 안중근》 (2004년, 배우 : 홍산표)

## 같이 보기
- 안공근 암살 사건
- 안중근
- 안미생
- 안춘생
- 대한민국 임시정부
- 김구
- 박찬익
- 한국독립당
- 한인애국단
- 김형욱
- 안중근의 두 동생, 안정근과 안공근 가톨릭뉴스 2008년 7월 29일자
- 김구와 김일성 1940년대 손잡을 기회 있었다 한국일보 2016년 8월 23일자
- 보관됨 2017-04-13 - 웨이백 머신 [역사 속의 인물] 암살 미스터리, 안공근 매일신문 2012.05.30.

## 참고 서적
- 오영섭 《한국 근현대사를 수놓은 인물들(1)》(2007. 경인문화사)
- 고정휴 《이승만과 대한민국 임시정부》(연세대 현대한국학연구소, 2006)
- 한시준, 《안공근의 생애와 독립운동》
- 김구, 백범일지 (도진순 엮음, 돌베개)